# Åtvidaberg
Åtvidaberg è una città industriale situata nella regione di Östergötland, in Svezia, ed è il centro amministrativo del comune di Åtvidaberg.

## Storia
Nel medioevo iniziò la costruzione del villaggio di Åtvidaberg, che a quel tempo era un importante centro minerario della regione. Durante il XIX secolo e l'inizio del XX secolo, la città si ingrandì e quindi si industrializzò.
Negli anni '70 del XX secolo furono costruite importanti industrie di cellulosa.
La città è famosa anche perché è sede della squadra di calcio Åtvidabergs FF, una delle più forti squadre svedesi degli anni '70.